# Dolce vita
Pour les articles homonymes, voir Dolce vita (homonymie).

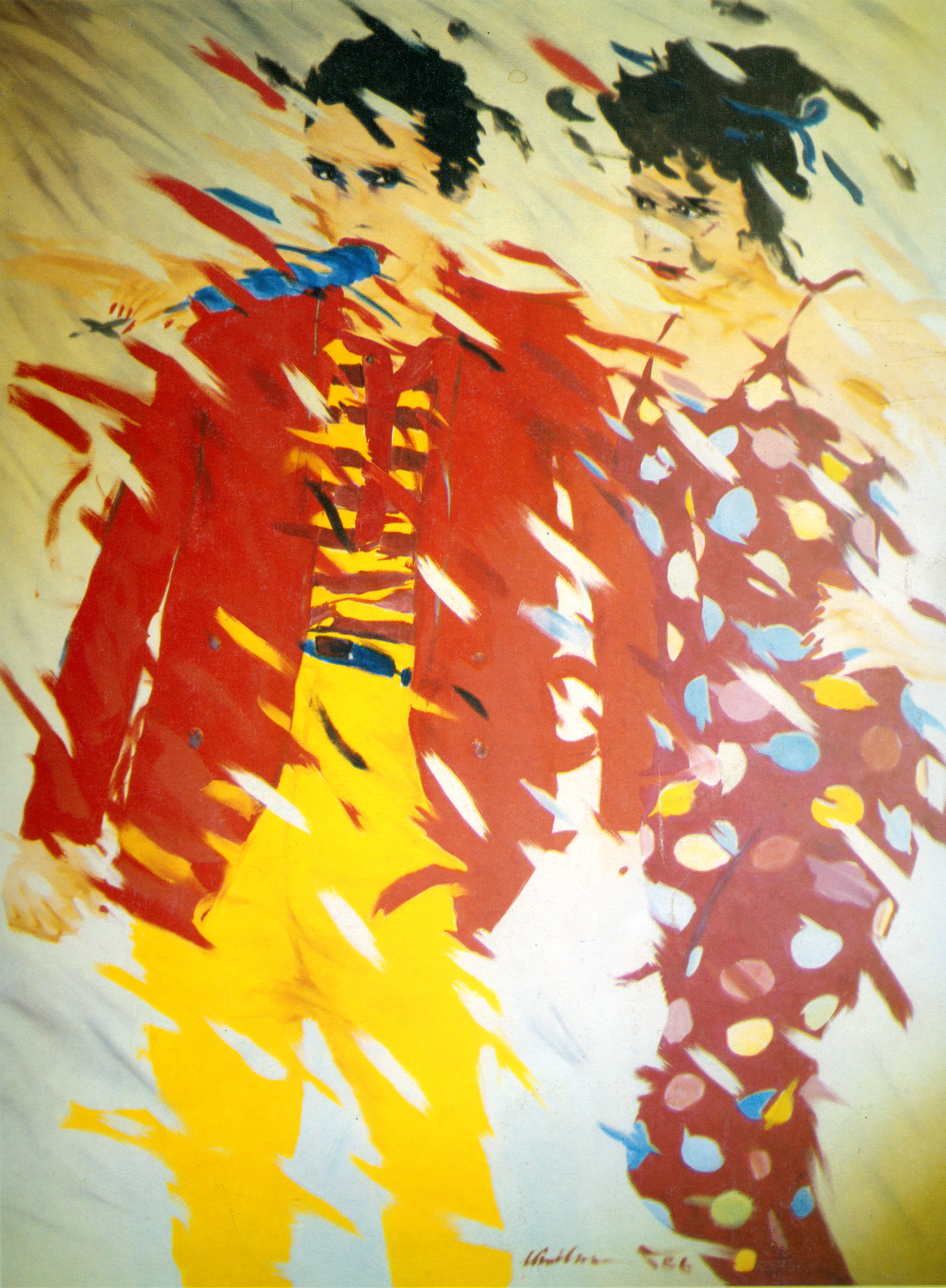
Le tableau Dolce vita peint en 1986 par Josef Hirthammer.

Le terme italien dolce vita [ˈdɔl.t͡ʃe ˈvi.ta] (litt. « douceur de vivre ») renvoie à la période historique de l'Italie républicaine entre la fin des années 1950 et le début des années 1960, et en particulier aux tendances qui ont émergé à cette époque dans la ville de Rome, véritable capitale de la « douceur de vivre ». Le centre névralgique romain de la dolce vita était la Via Veneto, qui, grâce à la présence des hôtels les plus luxueux et des discothèques ouvertes jusqu'à l'aube, est devenue le point de rencontre de tous les noctambules.
Dolce vita a ensuite continué à évoquer un mode de vie insouciant et consacré aux plaisirs mondains ; deux dérivés sont attestés en italien : dolcevitaiolo et dolcevitoso.

## Contexte
À la fin des années 1950, Rome est une ville dynamique, qui se remet des souffrances et des difficultés de la Seconde Guerre mondiale. C'était les années du miracle économique, lorsque le désir de vivre et de profiter de la beauté, du climat et des divertissements de la capitale a explosé.
Des films italiens ont été tournés à Cinecittà, mais surtout des films américains, à la fois en raison des coûts inférieurs à ceux d'Hollywood et parce que la loi italienne n'autorisait pas l'exportation des bénéfices tirés des recettes des films, ce qui incitait les grandes sociétés cinématographiques américaines à les réinvestir dans la production en Italie et à distribuer ensuite les films dans le monde entier.

### La fête de Rugantino

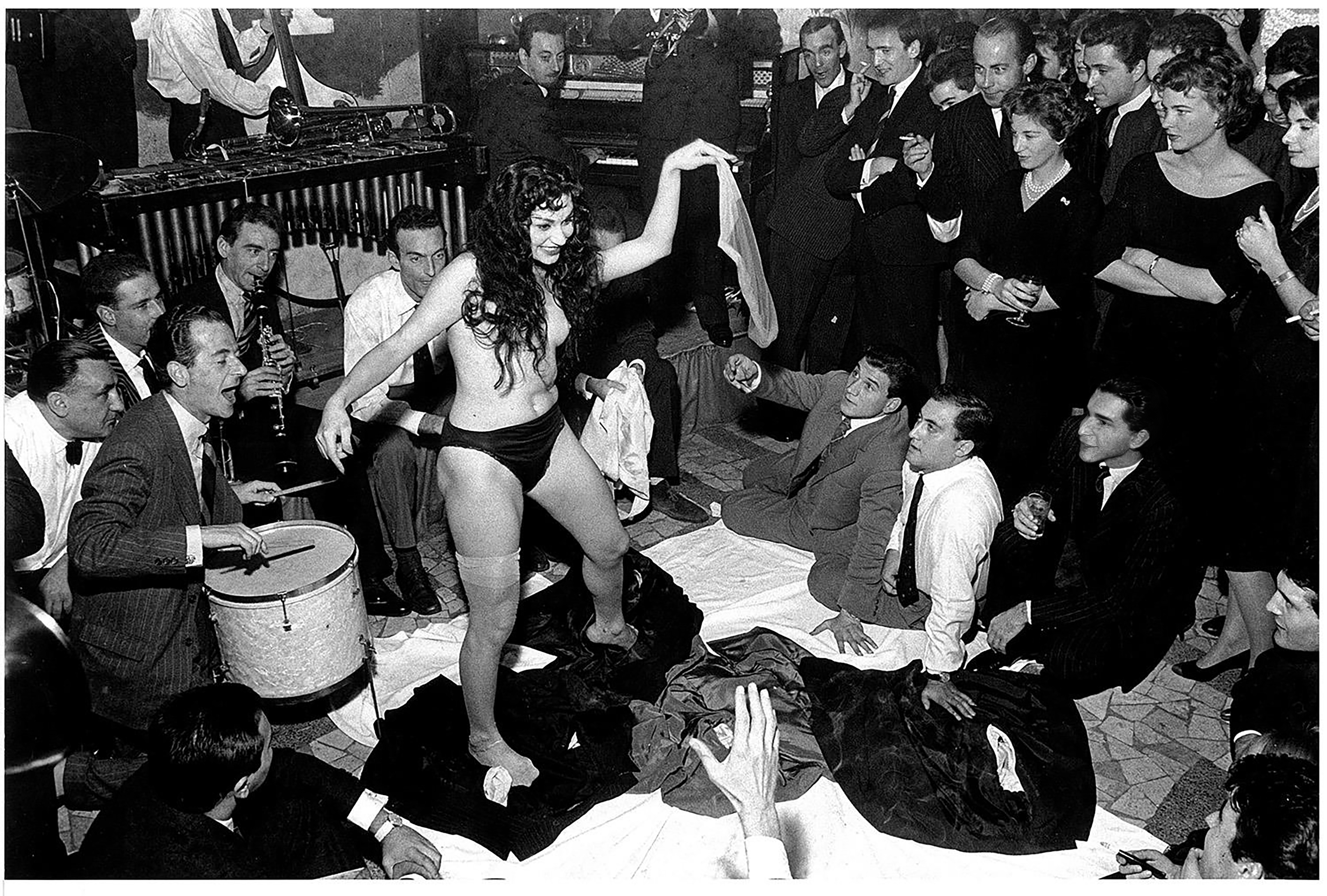
Le strip-tease d'Aïché Nana photographié par Tazio Secchiaroli en 1958, qui a inspiré une scène célèbre de La dolce vita de Fellini.

Le début de la Dolce Vita est associé à un événement, la fête privée organisée au restaurant Rugantino dans le Trastevere le 5 novembre 1958 pour le vingt-quatrième anniversaire de la Comtesse Olghina di Robilant.
Au cours de la fête, la danseuse turco-arménienne Aïché Nana a improvisé un strip-tease inattendu qui a été filmé par des photographes infiltrés dans la fête. Les pellicules ont été confisquées par les policiers présents à la fête à la demande de di Robilant elle-même, mais certains des clichés montrant Aiché Nana à moitié nue ont échappé aux contrôles, en particulier celui avec les photographies prises par Tazio Secchiaroli. Publiées par l'hebdomadaire l'Espresso, ces photos ont provoqué un énorme scandale et ont même donné lieu des suites judiciaires.
L'épisode est rappelé sur une plaque commémorative située à Rome, à l'endroit où se trouvait autrefois le Rugantino, grâce à l'initiative de l'entrepreneur Victor Fadlun et du journaliste Andrea David Quinzi.
Une reconstitution fidèle de la fête et du célèbre strip-tease, basée sur les témoignages des personnes présentes, dont Olga di Robilant elle-même, l'actrice Elsa Martinelli, le photographe Angelo Frontoni (it), l'attaché de presse Matteo Spinola, le marquis Antonio Gerini et bien d'autres, se trouve dans le roman Le fotografie della nostra vita d'Andrea David Quinzi, dans lequel le strip-tease d'Aichè Nanà devient le pivot de la solution d'une histoire policière complexe sur fond de guerre froide.
C'est un jeune acteur, Matteo Spinola, qui a fait sortir les photographies de Secchiaroli du club et qui a ensuite formé avec Enrico Lucherini le duo d'attachés de presse célèbre dans le cinéma italien. Dans l'imaginaire collectif, ces photographies sont devenues le symbole même de la dolce vita.

## Lieux et personnalités
Les icônes de cette Rome-là étaient avant tout les photographes à scandale qui, après la sortie du film La dolce vita de Federico Fellini, seront désormais appelés paparazzi, d'après le surnom d'un des photographes. Parmi les plus célèbres, outre Tazio Secchiaroli déjà cité, citons Fausto Battelli (it), Velio Cioni, Guglielmo Coluzzi, Marcello Geppetti (it), Ivan Kroscenko, Lino Nanni, Giuseppe Palmas, Gilberto Petrucci, Carlo Riccardi, Elio Sorci, Sergio Spinelli, Sandro Vespasiani, Ezio Vitale, et Antonio Tridici.
Il y a également eu un remarquable bouillonnement culturel : des intellectuels comme Alberto Moravia, Pier Paolo Pasolini, Alberto Arbasino, Goffredo Parise, les Poeti Novissimi, qui présentaient leurs poèmes aux artistes, et les écrivains « néo-avant-gardistes » du Gruppo 63, comme Nanni Balestrini et Umberto Eco, discutaient aux tables des bars de la Piazza del Popolo, des journalistes comme Ennio Flaiano, Vittorio Veltroni et Lello Bersani, tandis que des artistes comme Mario Schifano exposaient dans les galeries d'art voisines (le pop art américain est arrivé en Italie en 1964, à la Biennale de Venise).
Le milieu intellectuel ne dédaignait pas le côté mondain : lors des fêtes et des expositions, dans les salons et les terrasses ainsi que dans les discothèques tels que le Piper (où les artistes importants se produisaient et exposaient), les différents mondes se rencontraient et se mélangeaient.